# Una storia d'amore (film 1942)
Una storia d'amore è un film del 1942 diretto da Mario Camerini.

## Trama
Anna, una donna dal passato torbido, sposa un onesto lavoratore dell'officina meccanica SIMA, che le assicura una vita dignitosa malgrado le difficoltà economiche. Ricattata da un uomo al corrente dei suoi trascorsi, Anna perde la testa e lo uccide. Condannata a dieci anni, nel dare alla luce una bambina in prigione, muore di parto.

## Produzione
Prodotto dalla Lux Film, la pellicola venne girata nella primavera del 1942 negli studi di Cinecittà, per essere presentata in prima nazionale il 9 settembre 1942 a Venezia.
Il film, presentato nel 1942 alla Mostra di Venezia, è la riduzione di un romanzo statunitense già portato sugli schermi americani col titolo Life Begins (1932) e presentato in Italia come L'angelo della vita.
È un primo tentativo di rilanciare come attrice drammatica Assia Noris, il cui nome era rimasto legato lungo tutti gli anni trenta a commedie leggere. La prova di recitazione in questo film è ottima, ma la popolarità dell'attrice è decisamente in calo tanto che, dopo la guerra, la Noris si allontanerà dagli schermi, salvo qualche rara apparizione.
Non accreditato nei titoli di testa, compare in questo film un diciottenne Marcello Mastroianni, in uno dei suoi primi tentativi di entrare nel mondo cinematografico.

## Accoglienza

### Critica
Guido Piovene nel Corriere della Sera del 25 ottobre 1942: «La gente povera, in Una storia d'amore, si innalza alla poesia e il viso di Anna nella morte prende la dignità e la luce di un marmo, mentre gli antagonisti restano irrimediabilmente brutali e volgari. Questo è assai ben narrato, Camerini antiretorico, narra solo attraverso la rappresentazione dei fatti più quotidiani e consueti. E otterrebbe la compiutezza se pervenisse ad una più intima fusione tra la parte maggiore della sua storia (la macchina sociale che stritola gli indifesi) e la comune vicenda a cui si appoggia, di insufficiente sostegno. Quasi a sanare il dissidio v'è un eccessivo profluvio di sentimento, un soverchio uso di fatti che chiedono il pianto. Ma il film è ottimo e va sulla buona via».